# Brycinus minutus
Brycinus minutus là một loài cá thuộc họ Alestiidae. Chúng là loài đặc hữu của Kenya. Môi trường sống tự nhiên của nó là các con sông.